# Christoffer Sehested
Christoffer Sehested (1628 på Årsmarke – 31. maj 1699 på Nislevgård) var en dansk gehejmeråd. Hans søn var gehejmeråd Christian Sehested.

## Karriere
Han var søn af senere mecklenburgsk gehejmeråd, verbitter for det adelige kloster i Itzehoe Cai Sehested (1601-1644) til Petersdorf og Mönchneverstorf i Holsten og Anna Godskesdatter Ahlefeldt (død 1645), enke efter Diderik Blome, har formodentlig fået en omhyggelig uddannelse, bl.a. ved rejser i fremmede lande; men intet sikkert vides om hans ungdom, før han som hofjunker trådte i Frederik III's tjeneste og vandt dennes tillid, således at det betroedes ham at føre de hemmelige forhandlinger med kejserhoffet i Wien i begyndelsen af 1657 angående et eventuelt forbund med kejseren under den kommende krig med Sverige. Sehested nævnes senere som overskænk, og 1662 blev han udnævnt til hofmarskal hos kongen.
Efter kongens død 1670 blev Sehested amtmand over Skanderborg og Åkær Amter, en forflyttelse, der var ledsaget af en kongelig gave på 300 tønder hartkorn jordegods, deriblandt øen Endelave. Desuden fik han 1672 Skanderborg Amt i forpagtning på seks år fra 1671 at regne, hvilket forhold 1677 fornyedes for et lignende tidsrum.
På Skanderborg sad Sehested til slutningen af 1679 med et par afbrydelser, først i 1674, da han, der anså sig selv for næsten "afdød fra Verden og dens Anliggender", pludselig kaldtes til København for som den danske regerings befuldmægtigede at gå til Warschau med den opgave at sætte valget af prins Jørgen, hvem han 1669 havde ledsaget på en udenlandsrejse, til polens konge igennem. Foruden at han talte godt latin, havde han, efter den svenske gesandts beretning, det fortrin, at han havde været resident i Wien og kendte de polske forhold. Han gjorde da heller ikke sin ven Griffenfelds tillid til skamme, og det var ikke hans skyld, at resultatet ikke blev det forønskede. 1679 sendtes Sehested til Lund, hvor han som dansk kommissær førte de indledende fredsforhandlinger.
Fra den skanderborgske ubemærkethed befriedes Sehested definitivt, da han 1679 udnævntes til etats- og admiralitetsråd. 1677-94 var han deputeret i Søetatens Generalkommissariat. 1677–79 og 1683–85 deltog han som medlem af generalkngskommissariatet i både sø- og landetatens forvaltning og var 1685-90 deputeret ved begge etater. Det synes, som han har haft betydelig indflydelse på Marinens styrelse. Desuden anvendtes hans erfaring jævnlig i kommissionerne i rådstuen for Københavns Slot (1691-92). 1690-92 var han medlem af kommissionen for handelens fremme. 1680 blev han gehejmeråd, og 1684 fik han Dannebrogordenen. Ved sin afgang 1694 fik han en obligation på 10.000 dukater af kongen som belønning for sin tjeneste. Han døde 31. maj 1699.

## Ægteskab og godsejer
Foruden sin gård på Amagertorv ejede Sehested Nislevgård i det nordlige Fyn, som han fik ved sit giftermål 1658 med Merete Urne (10. april 1631 på Malmøhus - 28. april 1706 på Nislevgård), datter af rigsråd Sivert Urne til Rårup og Helvig Hansdatter Lindenov. Sit jordegods forøgede Sehested meget betydeligt, dels ved køb og mageskifter, dels ved kongelige gaver af kirketiender mv. Hovedgården Gjerskov erhvervede han 1686 med tilladelse til at lægge den under Nislevgårds takst. Den samme solide dygtighed, han viste som embedsmand, lagde han også for dagen i sine private forhold.
Han er begravet i Otterup Kirke.
Der findes intet bevaret portræt af Sehested, men Heinrich Hansen har i sit maleri af Arvehyldningen (1880, Det Nationalhistoriske Museum på Frederiksborg Slot) givet et bud på hans udseende.